# Élections législatives niuéennes de 2002
Des élections législatives ont lieu à Niué le 20 avril 2002.

## Système politique et électoral
Pays composé d'une unique île polynésienne, Niué est un État de facto indépendant, en libre association avec la Nouvelle-Zélande, qui conserve de jure la souveraineté sur l'île. En pratique, il n'y a pas d'ingérence néo-zélandaise dans les affaires niuéennes. Niué est une démocratie parlementaire fondée sur le modèle de Westminster.
Le Fono Ekepule est un parlement monocaméral composé de 20 députés élus pour trois ans selon un mode de scrutin mixte. Le pays compte quatorze circonscriptions électorales, élisant chacune un député. Chaque village niuéen correspond à une circonscription, à l'exception de la capitale, Alofi, qui est scindée en deux d'entre elles. Pour ces quatorze sièges, l'élection s'effectue au scrutin uninominal majoritaire à un tour, hérité du modèle britannique. Pour l'attribution des six autres sièges, les électeurs (soit tout résident permanent âgé d'au moins 18 ans) sélectionnent six noms parmi une liste de candidats. Ces sièges sont ainsi attribués via un mode de scrutin plurinominal majoritaire à un tour : les six candidats ayant reçu le plus de voix sont élus.

## Contexte
Les élections de 1999 ont conduit à une alternance politique avec la victoire du parti d'opposition Parti du peuple niuéen (PPN), seul parti politique du pays. Durant la législature 1999-2002, le gouvernement PPN du Premier ministre Sani Lakatani fait face à une opposition politique qui n'est pas organisée en parti.
Le PPN a perdu une élection partielle en avril 2001, le candidat indépendant Hunukitama Hunuki succédant à Hima Douglas qui a démissionné du Fono pour être nommé haut commissaire (ambassadeur) de Niué en Nouvelle-Zélande.

## Résultats
Les vingt députés sortants sont tous réélus. Des divisions internes au PPN rendent toutefois l'élection d'un Premier ministre imprévisible. Les résultats sont les suivants,,.

### Scrutin national
| Candidat               | Parti | Parti               | Voix | % | Résultat | Remarques                 |
| ---------------------- | ----- | ------------------- | ---- | - | -------- | ------------------------- |
| Toke Talagi            |       | indépendant         | 445  |   | réélu    |                           |
| Sani Lakatani          |       | PPN                 | 428  |   | réélu    | Premier ministre sortant. |
| Terry Coe              |       | opposition sortante | 426  |   | réélu    |                           |
| Michael Jackson        |       | PPN                 | 400  |   | réélu    |                           |
| Hunukitama Hunuki      |       | opposition sortante | 393  |   | réélu    |                           |
| O'love Jacobsen        |       | opposition sortante | 370  |   | réélue   |                           |
| autres candidats       |       |                     |      |   |          |                           |
|                        |       |                     |      |   |          |                           |
| Total des voix         |       | 100                 | -    |   |          |                           |
|                        |       |                     |      |   |          |                           |
| Suffrages exprimés     |       |                     |      |   |          |                           |
| Votes blancs et nuls   |       |                     |      |   |          |                           |
| Total des votants      |       | 100                 |      |   |          |                           |
| Abstention             |       |                     |      |   |          |                           |
| Inscrits/Participation |       |                     |      |   |          |                           |

### Par circonscription
| Circonscription      | Candidat              | Parti | Parti               | Votes | %                            | Résultat                    |
| -------------------- | --------------------- | ----- | ------------------- | ----- | ---------------------------- | --------------------------- |
|                      |                       |       |                     |       |                              |                             |
| Alofi-nord           |                       |       |                     |       |                              |                             |
| Va‘ainga Tukuitonga  |                       | PPN   |                     |       | reconduite (sans adversaire) |                             |
| Votes blancs ou nuls | -                     |       |                     |       |                              |                             |
| Total                |                       |       |                     |       |                              |                             |
|                      |                       |       |                     |       |                              |                             |
| Alofi-sud            |                       |       |                     |       |                              |                             |
| Robert Rex Junior    |                       | PPN   | 113                 |       | réélu                        |                             |
| Makamau Hekau        |                       |       | 88                  |       |                              |                             |
| Votes blancs ou nuls |                       |       |                     |       |                              |                             |
| Total                |                       | 100   |                     |       |                              |                             |
|                      |                       |       |                     |       |                              |                             |
| Avatele              | Billy Graham Talagi   |       | PPN                 |       |                              | reconduit (sans adversaire) |
| Avatele              | Votes blancs ou nuls  |       | –                   |       |                              |                             |
| Avatele              | Total                 |       |                     |       |                              |                             |
| Avatele              |                       |       |                     |       |                              |                             |
| Hakupu               | Young Vivian          |       | PPN                 |       |                              | reconduit (sans adversaire) |
| Hakupu               | autre(s) candidat(s)  |       |                     |       |                              |                             |
| Hakupu               | Votes blancs ou nuls  |       |                     |       |                              |                             |
| Hakupu               | Total                 |       |                     |       |                              |                             |
|                      |                       |       |                     |       |                              |                             |
| Hikutavake           | Opili Talafasi        |       | PPN                 |       |                              | reconduit (sans adversaire) |
| Hikutavake           | Votes blancs ou nuls  |       | –                   |       |                              |                             |
| Hikutavake           | Total                 |       | 100                 |       |                              |                             |
| Hikutavake           |                       |       |                     |       |                              |                             |
| Lakepa               | John Operator Tiakia  |       | opposition sortante | 29    |                              | réélu                       |
| Lakepa               | Talitama Magatogia    |       |                     | 20    |                              |                             |
| Lakepa               | Votes blancs ou nuls  |       | –                   |       |                              |                             |
| Lakepa               | Total                 |       | 100                 |       |                              |                             |
|                      |                       |       |                     |       |                              |                             |
| Liku                 | Pokotoa Sipeli        |       | PPN                 | 24    |                              | réélu                       |
| Liku                 | Nogimoka Poumale      |       |                     | 15    |                              |                             |
| Liku                 | Votes blancs ou nuls  |       | –                   |       |                              |                             |
| Liku                 | Total                 |       | 100                 |       |                              |                             |
|                      |                       |       |                     |       |                              |                             |
| Makefu               | Tofua Puletama        |       | PPN                 |       |                              | reconduit (sans adversaire) |
| Makefu               | Votes blancs ou nuls  |       | –                   |       |                              |                             |
| Makefu               | Total                 |       |                     |       |                              |                             |
| Makefu               |                       |       |                     |       |                              |                             |
| Mutalau              | Bill Vakaafi Motufoou |       | PPN                 |       |                              | reconduit (sans adversaire) |
| Mutalau              | Votes blancs ou nuls  |       |                     |       |                              |                             |
| Mutalau              | Total                 |       |                     |       |                              |                             |
| Mutalau              |                       |       |                     |       |                              |                             |
| Namukulu             | Jack Lipitoa          |       | opposition sortante |       |                              | reconduit (sans adversaire) |
| Namukulu             | Votes blancs ou nuls  |       |                     |       |                              |                             |
| Namukulu             | Total                 |       |                     |       |                              |                             |
| Namukulu             |                       |       |                     |       |                              |                             |
| Tamakautoga          | Peter Funaki          |       | opposition sortante | 45    |                              | réélu                       |
| Tamakautoga          | Taso Tukuniu          |       |                     | 40    |                              |                             |
| Tamakautoga          | Votes blancs ou nuls  |       |                     |       |                              |                             |
| Tamakautoga          | Total                 |       | 100                 |       |                              |                             |
|                      |                       |       |                     |       |                              |                             |
| Toi                  | Dion Taufitu          |       | PPN                 | 10    |                              | réélu                       |
| Toi                  | Lilivika Muimatagi    |       |                     | 8     |                              |                             |
| Toi                  | Votes blancs ou nuls  |       |                     |       |                              |                             |
| Toi                  | Total                 |       | 100                 |       |                              |                             |
|                      |                       |       |                     |       |                              |                             |
| Tuapa                | Fisa Pihigia          |       | PPN                 | 53    |                              | réélu                       |
| Tuapa                | Henry Eveni           |       |                     | 20    |                              |                             |
| Tuapa                | Votes blancs ou nuls  |       |                     |       |                              |                             |
| Tuapa                | Total                 |       | 100                 |       |                              |                             |
|                      |                       |       |                     |       |                              |                             |
| Vaiea                | Talaititama Talaiti   |       | opposition sortante |       |                              | reconduit (sans adversaire) |
| Vaiea                | Votes blancs ou nuls  |       |                     |       |                              |                             |
| Vaiea                | Total                 |       | -                   |       |                              |                             |

## Formation du gouvernement
L'assemblée se réunit le 1er mai et procède à l'élection du président du Fono. Le président sortant Tama Posimani et son adversaire Atapana Siakimotu, ancien enseignent de l'enseignement secondaire, reçoivent les voix de dix députés chacun. Un second vote pour les départager conduit à l'élection d'Atapana Siakimotu par onze voix contre neuf. 
Le Premier ministre sortant Sani Lakatani ayant été évincé de la direction du Parti du peuple peu après les élections en raison de la mauvaise situation économique du pays et de l'autoritarisme qui lui est reproché, le nouveau chef du parti, le vice-Premier ministre sortant Young Vivian, est élu Premier ministre par quatorze voix contre six pour Hunukitama Hunuki.
Ayant forgé sa majorité avec l'appui d'élus indépendants, Young Vivian nomme le gouvernement suivant :
| Fonction                                                                 | Ministre              | Remarques |
| ------------------------------------------------------------------------ | --------------------- | --------- |
| Premier ministre                                                         | Young Vivian          |           |
| Vice-Premier ministre                                                    | Sani Lakatani         |           |
| Ministre des Finances, Ministre de l'Éducation, Ministre de la Santé     | Toke Talagi           |           |
| Ministre des Travaux publics, Ministre de l'Agriculture et des Pêcheries | Bill Vakaafi Motufoou |           |